# 西山高原キャンプ場
キャンプ場
|名称 = 西山高原キャンプ場
|英語名称 = 
|画像 = 
|画像説明=
|愛称=
|前身=
|テーマ=
|キャッチコピー=
|事業主体= 
|来園者数=
|開園=
|開園予定=
|閉園=
|所在地郵便番号= 716-0323 
|所在地 = 岡山県高梁市備中町西山1314-1
| 緯度度 = 34 | 緯度分 = 50 | 緯度秒 = 45.7
| 経度度 = 133 |経度分 = 21 | 経度秒 = 45.7
岡山県高梁市にあるキャンプ場完全予約制で予約無しでの宿泊はできない。不定期でキャンプ場内でのイベンが開催されている
西山高原キャンプ場ホームページ
https://www.nishiyamakougen.org/

## 概要

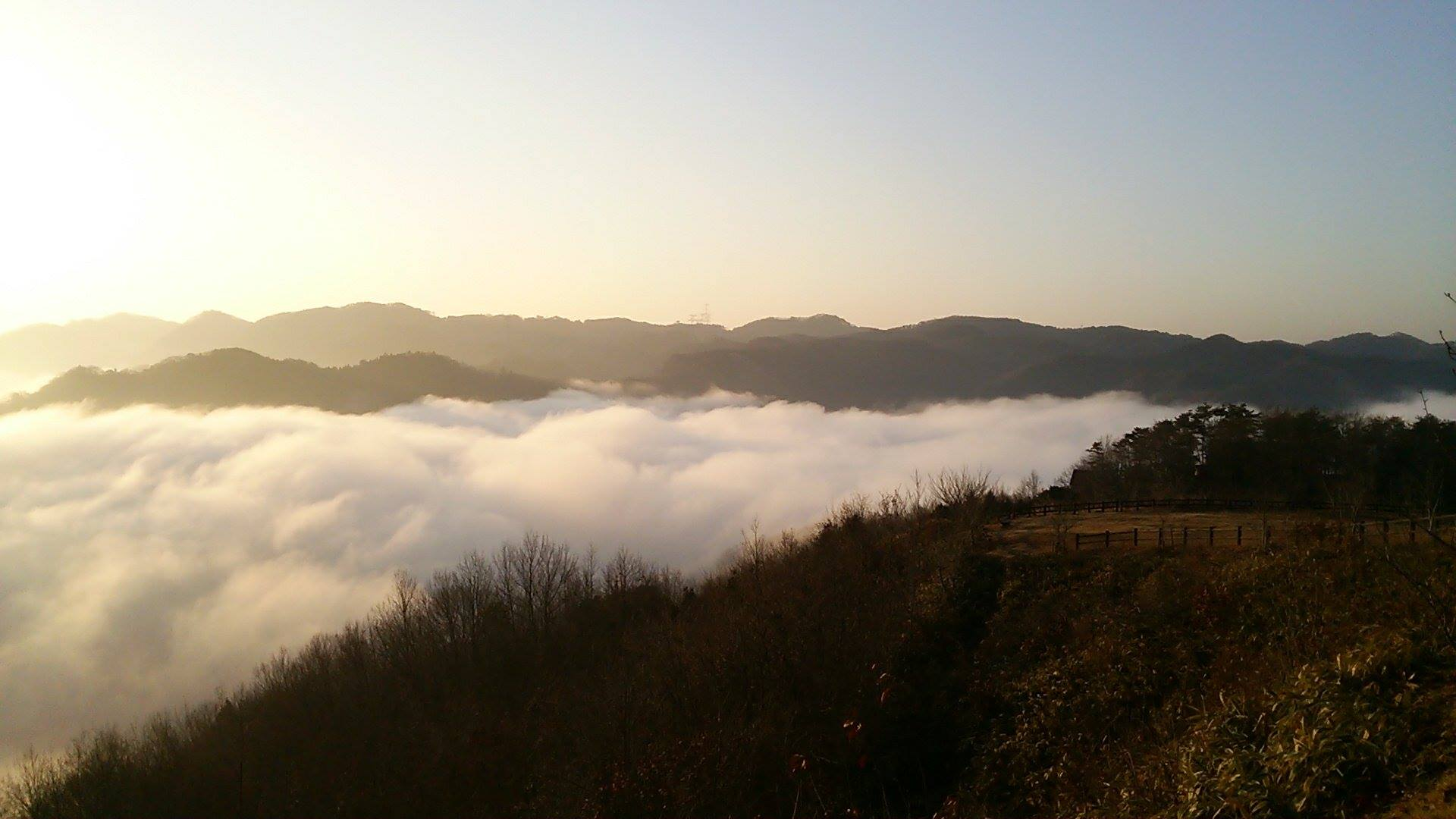
西山高原キャンプ場からの雲海

岡山県の中西部と広島県との県境近くに位置し標高約450ｍの西山高原にあるキャンプ場で、眼下には新成羽川ダムによって出来た備中湖を眺望でき、オートキャンプ場とコテージが利用できる高原リゾートである。
新緑、星空、紅葉、雪景色、雲海など一年中を通して四季を感じられる自然が特徴で県南をはじめ全国からのキャンパーが集う。
2015年、キャンピングカー対応施設を整備し一般社団法人日本RV協会(JRVA)への加盟登録を完了したことから同年5月3日、「RVパーク西山高原」の開設記念セレモニーが行なわれた。　

## 利用案内
- 営業期間： 不定休
- 受付時間： 9時 ‐ 17時

### 施設・設備
以下の施設が整備されている。
- オートキャンプ場(39サイト)
- RVパーク(5サイト)
- コテージ２棟
- 青少年自然ふれあい交流館
  - 事務室・簡易水洗トイレ・シャワー室・土間ホール[注釈 2]

## アクセス
- 車 岡山自動車道賀陽ICから約1時間半、または 中国自動車道東城インターチェンジより国道182号を東方面へ・県道313号を通り約30分。
- JR伯備線備中高梁駅からタクシー約60分